# كلية البحر الكاريبي الجامعية
كلية البحر الكاريبي الجامعية الكلية (UCC) ، وهو أكبر قطاع خاص في جامايكا الذي عقد كونسورتيوم التعليم العالي. وقد تم تأسيسها في يناير 2004 UCC من خليط من معهد علوم الإدارية (IMS) ومعهد الإدارة والإنتاج (IMP). في إعداد الطلاب للمجتمع يزداد تعقيدا وتنوعا، وضعت يونيون كاربايد عددا من البرامج لتوفير المعرفة والمهارات اللازمة لمساعدة الطلاب على النجاح داخل المجتمع العالمي. نطاقها لتشمل البرامج المحلية ومساعد درجة البكالوريوس ودرجة البكالوريوس في الخارج وبرامج درجة الماجستير، وعرضت في شراكة مع جامعات معترف بها دوليا مثل جامعة فلوريدا الدولية، جامعة فلوريدا التذكارية وجامعة لندن في 1990s في وقت مبكر، واجهت جامايكا مع ما بدا بعد ذلك أن يكون مشكلة غير قابلة للحل : ان البلاد تخسر الآلاف من الأفراد، والشباب الطموح الذي سعى فرص التعليم العالي في الخارج بسبب عدم وجود العديد من برامج التعليم العالي المعترف بها في الجزيرة لمزيد من التطوير من خلال التدريب الرسمي.